# Nikotinreceptor

Acetylkolin, signalsubstansen i nikotinreceptorer och andra kolinerga receptorer.

Nikotin, som också aktiverar nikotinreceptorer.

Nikotinreceptorer eller nikotinerga acetylkolinreceptorer (förkortning nAChR från engelskans nicotinic acetylcholine receptor) är en slags receptorer som finns i olika delar av nervsystemet, i binjurens märg, och i motorändplattor. Ämnet som aktiverar nikotinerga receptorer är acetylkolin vilket innebär att receptorerna är kolinerga, men de kan också aktiveras av nikotin varifrån namnet kommer.

## Förekomst och mekanism
Nikotinreceptorer återfinns i nervcellernas membran i centrala och perifera nervsystemet samt skelettmuskulaturen, där de utför olika funktioner. Nikotinreceptorer är ligandstyrda jonkanaler, vilket innebär att de är receptorer som går genom cellmembranet (transmembranreceptor) och som öppnar en jonkanal där de aktiveras. Detta påverkar vilopotentialen över cellmembranet, så att nästa nervcell blir mer eller mindre benägen att depolarisera.
När acetylkolin eller andra agonister binder till receptorn stabiliseras det öppna tillståndet hos jonkanalen, vilket leder till ett flöde av katjoner såsom kalium-, kalcium- och natriumjoner genom jonkanalen. Framför allt innebär detta att natriumjoner (Na+) flödar in i cellen och kaliumjoner (K+) flödar ut ur cellen. Genom att vara genomsläppliga för kalciumjoner (Ca2+) kan nAChR leda till frisläppande av andra signalsubstanser och till andra intracellulära kaskadreaktioner.